# Île Bellouard
L'île Bellouard est une île française de l'archipel des Kerguelen située dans la baie du Hillsborough et donc dans le golfe des Baleiniers.